# Volodia Serre
 (septembre 2012).
Si vous disposez d'ouvrages ou d'articles de référence ou si vous connaissez des sites web de qualité traitant du thème abordé ici, merci de compléter l'article en donnant les références utiles à sa vérifiabilité et en les liant à la section « Notes et références ».
Pour les articles homonymes, voir Serre.
Volodia Serre, né le 17 juin 1978, est un acteur et metteur en scène français.

## Biographie

### Jeunesse
Volodia Serre est né le 17 juin 1978.

### Formation
Formé au Conservatoire national supérieur d'art dramatique, il a joué au théâtre dans de nombreuses pièces.

### Carrière
Il joue en 1990 dans le film de Patrick Braoudé, Génial, mes parents divorcent !. Il y incarne le rôle de Thomas, le meilleur copain de Julien (alias Adrien Dirand), qui fait face à la séparation de ses parents.
En 1992, il incarne Antoine dans un film de Roger Andrieux , condamné au silence aux côtés de Daniel Russo et Delia Boccardo,.
En 1993, il incarne le jeune Éric dans la série Fais-moi peur !, diffusée sur France 3.
On a pu retrouver Volodia Serre au cinéma dans Coup de jeune ! (1993), Les anges gardiens (1995), Amour et confusions (1996), et La Tour Montparnasse infernale (2001).
En 1997, il joue dans un téléfilm intitulé En danger de vie dans lequel il incarne un adolescent toxicomane; en 1998 dans un épisode du feuilleton Julie Lescaut intitulé Bal masqué, et en 2000, dans Joséphine ange gardien (épisode Une famille pour Noël).
En mars et avril 2007, on retrouve Volodia sur les planches du Théâtre du Rond-Point à Paris dans Le Mental de l'équipe, pièce mise en scène par Denis Podalydès et Frédéric Bélier-Garcia. Le spectacle tourne en province pendant le début de l'année 2007.
Volodia s'essaie aussi à la mise en scène avec Le Suicidé, une pièce russe de 1930 écrite par Nikolaï Erdman et jouée au Théâtre 13 à Paris en novembre et décembre 2008.

## Théâtre
En 2018, il met en scène les Emigrants de W. G. Sebald au Théâtre de la Bastille avec les comédiens Olivier Balazuc, Gretel Delattre, Pierre Mignard et Volodia Serre.

## Filmographie

### Cinéma
- 1991 : Génial, mes parents divorcent ! : Thomas
- 1993 : Coup de jeune ! : L'intello
- 1995 : Les anges gardiens : Arnaud Tarain
- 1996 : Amour et confusions : Le garçon moqueur 1
- 2001 : La Tour Montparnasse infernale : Le deuxième fils Lanceval

### Télévision
. 1992: Condamné au silence : Antoine
- 2000 : La Double Vie de Jeanne : Olivier
- 2000 : Joséphine, ange gardien (épisode un Noël en famille) : Rodolphe
- depuis 2022 : Demain nous appartient : Lionel Garnier
- 2025 : 37 Secondes : Maître Bardol

## Doublage

### Cinéma

#### Films
- Jai Courtney dans :
  - La Promesse d'une vie (2014) : le lieutenant-colonel Cyril Hughes
  - Terminator Genisys (2015) : Kyle Reese
  - The Good Criminal (2020) : l'agent John Nivens

- Danila Kozlovski dans :
  - Vampire Academy (2014) : Dimitri Belikov
  - Hardcore Henry (2016) : Akan

- 2003 : Jeepers Creepers 2 : Deaundre « Double D » Davis (Garikayi Mutambirwa)
- 2006 : She's the Man : Duke Orsino (Channing Tatum)
- 2008 : Spartatouille : Tretrus (Diedrich Bader)
- 2008 : Rachel se marie : ? (?)
- 2015 : The Big Short : Le Casse du siècle : Danny Moses (Rafe Spall)
- 2017 : La Tour sombre : ? (?)
- 2019 : Sang froid : Trevor « Viking » Calcote (Tom Bateman)
- 2020 : Monster Hunter : Marshall (Diego Boneta)
- 2021 : La Main de Dieu : ? (?)
- 2022 : À l'Ouest, rien de nouveau : Stanislaus « Kat » Katczinsky (Albrecht Schuch)
- 2024 : Stöld : Robert (Martin Wallström)
- 2024 : La Chambre d'à côté : ? (?)

#### Films d'animation
- 2005 : Final Fantasy VII: Advent Children : Yazoo
- 2014 : La Légende de Manolo : Joaquin[5]
- 2022 : Buzz l'Éclair : Eric/Deric[6],[7]
- 2023 : Spider-Man : Across the Spider-Verse : ?
- 2023 : L'Imaginaire : Zinzan

### Télévision

#### Séries télévisées
- 2016 : Flash : Edward Clariss / The Rival (Todd Lasance)
- 2020 : Losing Alice : David (Gal Toren) (mini-série)
- 2022 : Téhéran : ? ( ? )
- 2024 : Masters of the Air : ? ( ? ) (mini-série)

### Jeux vidéo
- 2005 : Les Indestructibles : La Terrible Attaque du Démolisseur : ?
- 2005 : Chicken Little : ?